# Avigliano Umbro
Avigliano Umbro é uma comuna italiana da região da Umbria, província de Terni, com cerca de 2.376 habitantes. Estende-se por uma área de 51 km², tendo uma densidade populacional de 47 hab/km². Faz fronteira com Acquasparta, Amelia, Guardea, Montecastrilli, Montecchio, Todi (PG).

## Demografia
| Variação demográfica do município entre 1861 e 2011                               |
|                                                                                   |
| Fonte: Istituto Nazionale di Statistica (ISTAT) - Elaboração gráfica da Wikipedia |